# کوسگ‌سرداهی
کوسِگ‌سِرداهِی (به مجاری:  Kőszegszerdahely) یک شهرداری در مجارستان است که در ناحیه کوسگ واقع شده‌است. کوسگ‌سرداهی ۷٫۳۷ کیلومتر مربع مساحت و ۵۰۷ نفر جمعیت دارد.